# Bulbophyllum mirandaianum
Bulbophyllum mirandaianum är en orkidéart som beskrevs av Frederico Carlos Hoehne. Bulbophyllum mirandaianum ingår i släktet Bulbophyllum och familjen orkidéer. Inga underarter finns listade i Catalogue of Life.